# Salamon-Syndrom
Das Salamon-Syndrom ist eine sehr seltene angeborene Erkrankung mit den Hauptmerkmalen Wollhaare, Hypotrichose, ausgestülpte Unterlippe und abstehende Ohren.
Die Bezeichnung bezieht sich auf den Erstautoren der Erstbeschreibung aus dem Jahre 1963 durch den deutschen Arzt T. Salamon.

## Verbreitung
Die Häufigkeit ist nicht bekannt, bislang wurde nur über eine Familie berichtet. Die Vererbung erfolgt  autosomal-rezessiv.

## Ursache
Die Ursache ist bislang nicht bekannt.

## Klinische Erscheinungen
Klinische Kriterien sind:
- Wollhaare
- Hypotrichose
- ausgestülpte Unterlippe
- Zahnanomalien wie Mikrodontie
- abstehende Ohren

## Differentialdiagnose
Abzugrenzen sind verschiedene Wollhaar-Syndrome:
- Familiäres Wollhaar-Syndrom
- Hypotrochosis simplex[4][5]